# Caravellus
Caravellus é uma banda brasileira de power metal e metal progressivo, formada na cidade de Recife em 2002.

## História
A Caravellus foi formada em 2002 pelo guitarrista Glauber Oliveira como um projeto de estúdio com a participação de vários músicos (entre eles Hugo R. - vocal, Gustavo Aragão - Guitarra e Victor Moreira - bateria).
Em 2002 foi lançada a demo "Reaching The Sky", e em 2004 a demo "Across the Oceans". Após essas gravações foi definida uma formação fixa com a entrada de Paula Araújo (vocal), Pedro Lima (baixo), Charles Erlan (bateria) e Daniel Felix (teclados), e com isso ocorreu o lançamento do debut "Lighthouse and Shed" em Março de 2007. No mesmo ano a banda ficou conhecida no Japão.
Após o lançamento do debut, Paula Araújo, Pedro Lima e Charles Erlan saíram da banda devido a divergências musicais. Foi organizado um grande processo de seleção e em dezembro de 2007 se juntaram a Glauber Oliveira e Daniel Felix os músicos Raphael Dantas (vocal), Cleison Johann (baixo) e Pedro Nunes (bateria).
Em 2010 a banda lançou o seu segundo álbum intitulado "Knowledge Machine" com distribuição na América do Norte, Europa, Coreia do Sul e Japão, além do Brasil. O álbum alcançou grande sucesso principalmente no Japão e França, e foi muito elogiado pela crítica especializada nacional e internacional.
Em 2018, o guitarrista e produtor Glauber Oliveira iniciou a composição e produção do novo álbum da banda. Neste momento de reformulações, Glauber Oliveira convidou a lenda John Macaluso (ARK, MALMSTEEN, MICHAEL ROMEO) para gravar as baterias deste novo álbum. Esse terceiro álbum, intitulado "INTER MUNDOS", marcará a entrada de Leandro Caçoilo (vocalista), Maurílio Vizin (Baixista) e Rafael Ferreira (baterista) no Caravellus. Rafael Ferreira era companheiro de Glauber Oliveira na lendário Dark Avenger e agora seguem unidos no Caravellus. Um novo line-up e uma nova jornada se inicia na história do grupo.
Em 2022, a banda lançou seu terceiro disco, Inter Mundos, que conta uma história de amor ambientada numa vila sem nome e sem localização exata no Nordeste brasileiro e permeada por temas como conflito de classes, corrupção, intolerância religiosa, vida e morte (esta última personificada à maneira de Ariano Suassuna). A obra teve as participações de Daísa Munhoz (Twilight Aura, Vandroya), Derek Sherinian (Sons of Apollo, ex-Dream Theater, Black Country Communion), John Macaluso, Felipe Andreoli (Angra), Hugo Mariutti (Shaman, ex-Angra), Daniela Serafim (Invisible Control) e Elba Ramalho. O álbum estava previsto para o primeiro semestre de 2021, mas acabou lançado somente em abril de 2022. A capa do disco foi inspirada na obra História d'O Rei Degolado nas caatingas do sertão: ao sol da Onça Caetana, de Ariano.

## Integrantes
| Formação atual - Glauber Oliveira - guitarra - Emerson Dácio - baixo - Rafael Ferreira - bateria - Daniel Felix - teclados - Leandro Caçoilo - vocal | Membros anteriores - Maurílio Vizin - baixo - Raphael Dantas - vocal - Paula Araújo - vocal - José Mário - vocal - Hugo Rodrigues - vocal - Pedro Lima - baixo - Charles Erlan - bateria - Cleison Johan - baixo - Gustavo Aragão - guitarra - Leonardo Henrich - guitarra |

## Discografia

### Demos
- 2002 - Reaching the Sky
- 2004 - Across the Oceans

### Álbuns de estúdio
- 2007 - Lighthouse & Shed
- 2010 - Knowledge Machine
- 2022 - Inter Mundos